# رهاب الرقم 666
رهاب الرقم 666 (بالإنجليزية: Hexakosioihexekontahexaphobia) وينطق هيكساكوسيويهيكسيكونتاهيكسافوبيا، هو نوع من الرهاب، حيث كان بعض المسيحيين في الأزمنة القديمة يخاف من هذا الرقم الذي يوصف بأنه رقم الوحش بسبب الاعتقاد أنه يشير إلى الشيطان أو المسيح الدجال كما ذكر في الآية 13:18 من سفر رؤيا يوحنا اللاهوتي. وقد توجد حالات محدودة لهذا الرهاب في عصرنا الحديث، أو حتى في أوساط غير المسيحيين، فقد انتشر هذا الرهاب مع انتشار شعبية أفلام الرعب حيث ورد في العديد منها مثل فيلم The Omen.